# Sardopaladilhia
Sardopaladilhia is een geslacht van weekdieren uit de klasse van de Gastropoda (slakken).

## Soorten
- Sardopaladilhia buccina Rolán & Martínez-Ortí, 2003
- Sardopaladilhia distorta Rolán & Martínez-Ortí, 2003
- Sardopaladilhia marianae Rolán & Martínez-Ortí, 2003
- Sardopaladilhia plagigeyerica Manganelli, Bodon, Cianfanelli, Talenti & Giusti, 1998
- Sardopaladilhia subdistorta Rolán & Martínez-Ortí, 2003